# Irving (Texas)
Irving é uma cidade localizada no estado norte-americano do Texas, no Condado de Dallas. A sua área é de 175.3 km², sua população é de 191,615 habitantes, e sua densidade populacional é de 1,100.4 hab/km² (segundo o censo americano de 2000). 
A cidade foi fundada em 1903 e em 2019, era considerada a 93ª mais populosa dos Estados Unidos.